# Katie Brittová
Katie Elizabeth Brittová (rozená Boydová; * 2. února 1982, Enterprise) je americká politička a právnička, od roku 2023 mladší senátorka Spojených států amerických za stát Alabama. Brittová je členkou Republikánské strany, je první ženou zvolenou do Senátu USA za Alabamu a nejmladší republikánkou zvolenou do Senátu. V letech 2019–2021 byla prezidentkou a generální ředitelkou Podnikatelské rady Alabamy a v letech 2016–2018 byla personální ředitelkou Richarda Shelbyho. Očekává se, že poté, co Tommy Tuberville odejde do důchodu a bude se v roce 2026 ucházet o pozici guvernéra Alabamy, se Brittová stane starším alabamským senátorem.

## Raný život a vzdělání
Brittová se narodila 2. února 1982 Julianovi a Debře Boydovým ve městě Enterprise. V mládí pracovala v rodinném podniku. Její rodina žila poblíž Fort Novosel (dříve Fort Rucker) v Dale County. Její otec vlastnil železářství a později prodejnu lodí, matka vlastnila taneční studio. Brittová vystudovala Enterprise High School, byla roztleskávačkou a jednou z 19 premiantek. Později studovala politologii na Alabamské univerzitě. Byla zvolena předsedkyní univerzitní asociace studentské samosprávy a v roce 2004 ukončila studium s titulem bakalář věd. Navštěvovala také právnickou fakultu Alabamské univerzity, kde v roce 2013 získala titul doktor práv.

## Kariéra
Po ukončení studia na Alabamské univerzitě začala v květnu 2004 pracovat jako zástupkyně tiskového mluvčího Richarda Shelbyho. Později byla povýšena na tiskovou mluvčí. V roce 2007 pracovala jako zvláštní asistentka prezidenta Alabamské univerzity Roberta Witta.
Od roku 2013 pracovala v birminghamské společnosti Johnston Barton Proctor & Rose LLP, ale ta v roce 2014 ukončila činnost, takže Brittová nastoupila do společnosti Butler Snow LLP, kde založila oddělení pro vládní záležitosti. V listopadu 2015 si vzala ve společnosti Butler Snow dovolenou, aby mohla pracovat na Shelbyho volební kampani jako zástupkyně vedoucího kampaně a ředitelka komunikace.
V roce 2016 Shelby jmenoval Brittovou šéfkou svého volebního štábu, čímž se stala Shelbyho hlavní poradkyní a šéfkou jeho štábu pro nominace do soudních funkcí. V květnu 2016 jí označil web Yellowhammer News za jednu z „lidí, kteří budou za pár let řídit Alabamu“.
V prosinci 2018 byla Brittová s účinností od 2. ledna 2019 zvolena prezidentkou a generální ředitelkou Podnikatelské rady Alabamy; stala se tak první ženou v čele této rady. Jako prezidentka rady, kterou deník Alabama Daily News označil za jednu z „nejvlivnějších politických organizací státu“, se zaměřila na rozvoj pracovní síly a ekonomiky prostřednictvím daňových pobídek, dále se zabývala vězeňským systémem státu a účastí na sčítání lidu Spojených států v roce 2020. Během pandemie covidu-19 vedla akci „Keep Alabama Open“, jejímž cílem byla snaha o samosprávu obchodních záležitostí, která se měla vyhýbat zavírání podniků a udržovat zaměstnanost. V dubnu 2021 byla zvolena do správní rady Alabama Wildlife Federation. V červnu 2021 odstoupila z funkce v Podnikatelské radě Alabamy. Po jejím odstupu z rady, začala média spekulovat, že bude kandidovat do Senátu USA. Dne 8. června 2021 oznámila kandidaturu v republikánských primárkách pro senátní volby v Alabamě v roce 2022. 8. listopadu 2022 ve volbách zvítězila, čímž se stala první ženou zvolenou do Senátu USA za Alabamu.

## Osobní život
Katie Brittová je manželkou Wesleyho Britta, bývalého hráče NFL. Seznámili se během studia na Alabamské univerzitě a vzali se 8. března 2008. Žijí v Montgomery v Alabamě a mají dvě děti.